# Басбаум, Леонсиу
Леонсиу Басбаум (6 ноября 1907 год — 7 марта 1969 год, Сан-Паулу, Бразилия) — бразильский врач, историк и философ-материалист.

## Биография
Родился 6 ноября 1907 года в семье еврейских эмигрантов из Бессарабии. Поступил на медицинский факультет университета в городе Ресифи и через 5 лет окончил его. Мечтал стать врачом, однако в 1928 году побывав в СССР и вернувшись обратно, посвятил свою жизнь философии и написал ряд книг по философии. Был активистом Бразильской коммунистической партии и членом её ЦИК, а также одним из основателей Коммунистического союза молодёжи и членом руководства Профсоюза графических рабочих (UTG). 
Написал 4-томное сочинение «História Sincera da República», в котором описывается история Бразилии с марксистской точки зрения, в связи с чем он считается одним из наиболее важных историков Бразилии.
Скончался в 1969 году в Сан-Паулу от инсульта.

## Избранные сочинения
- Басбаум Л. «На пути к рабочей и крестьянской революции», 1934.
- Басбаум Л. «Основы материализма», 1943.
- Басбаум Л. «Правдивая история республики», 1957.
- A Caminho da Revolução Operária Camponesa, 1933
- Introdução ao estudo da filosofia, 1939
- Fundamentos del materialismo, 1943
- Fundamentos do materialismo, 1944
- História sincera da República (4 тома), 1957—1968
- Caminhos brasileiros do desenvolvimento, 1959
- No estranho país dos iugoslavos, 1960
- O processo evolutivo da história, 1964